# 熊本県道232号小池竜田線
熊本県道232号小池竜田線（くまもとけんどう232ごう おいけたつだせん）は、熊本県上益城郡益城町から熊本市北区に至る一般県道である。

## 概要
全区間のうち、起点から熊本市境までと熊本市東区上南部地区から終点までの一部区間では道幅が狭く、見通しの利かないカーブが存在するため、走行の際は注意が必要。
また、熊本市東区の一部区間では平日の朝夕を中心に渋滞が発生している。

### 路線データ
- 起点：熊本県上益城郡益城町大字小池（国道443号交点）
- 終点：熊本県熊本市北区龍田2丁目（熊本県道337号熊本菊陽線交点）

## 路線状況

### 重複区間
- 熊本県道103号熊本空港線（熊本市東区八反田2丁目・御領2丁目交差点 - 熊本市東区長嶺東8丁目）
- 熊本県道145号瀬田熊本線（熊本市東区上南部4丁目 - 熊本市東区上南部1丁目）

## 地理

### 通過する自治体
- 上益城郡益城町
- 熊本市（東区 - 北区）

### 交差する道路
| 交差する道路                         | 市町村名 | 市町村名 | 交差する場所 | 交差する場所         |
| ------------------------------------ | -------- | -------- | ------------ | -------------------- |
| 国道443号                            | 上益城郡 | 益城町   | 大字小池     | 起点                 |
| 熊本県道28号熊本高森線               | 熊本市   | 東区     | 沼山津4丁目  | 沼山津3丁目交差点    |
| 熊本県道36号熊本益城大津線           | 熊本市   | 東区     | 桜木6丁目    | 桜木6丁目交差点      |
| 熊本県道228号戸島熊本線              | 熊本市   | 東区     | 小峯2丁目    | 小峯二丁目交差点     |
| 熊本県道103号熊本空港線 重複区間起点 | 熊本市   | 東区     | 八反田2丁目  | 御領2丁目交差点      |
| 熊本県道103号熊本空港線 重複区間終点 | 熊本市   | 東区     | 長嶺東8丁目  |                      |
| 国道57号                             | 熊本市   | 東区     | 御領6丁目    | 熊本インター南交差点 |
| 熊本県道145号瀬田熊本線 重複区間起点 | 熊本市   | 東区     | 上南部4丁目  |                      |
| 熊本県道145号瀬田熊本線 重複区間終点 | 熊本市   | 東区     | 上南部1丁目  |                      |
| 熊本県道337号熊本菊陽線              | 熊本市   | 北区     | 龍田2丁目    | 終点                 |

### 沿線
- 熊本市立桜木東小学校
- E3 九州自動車道
  - 15 熊本IC
  - 15-1 益城熊本空港IC
- 熊本県立東稜高等学校
- 東区役所託麻総合出張所